# David James Elliott
David James Elliott (Milton, 21 september 1960) geboren als David William Smith, is een acteur, die vooral bekend is geworden uit de televisieserie JAG, waarin hij een hoofdrol speelde als het personage Harmon (Harm) Rabb.
Hij speelde in 2008 ook een rol in de serie Close To Home en in de televisiefilm/miniserie Impact.
ook speelde hij in 2011 een eenmalige rol in de serie CSI New York.
Elliott is getrouwd met Nanci Chambers in 1992. Zij speelde in JAG de rol van "Lt. Loren Singer". Ze hebben samen een dochter Stephanie (geboren 15 maart 1993 in Chicago) en een zoon, Wyatt (geboren 3 maart 2003 in Los Angeles).
- Bibliothèque nationale de France: cb15569276x (data)
- International Standard Name Identifier: 0000 0000 7849 6393
- Library of Congress Control Number: no2003078760
- Nationale Bibliotheek van Tsjechië: xx0197130
- Virtual International Authority File: 51381764
- WorldCat: E39PBJtcHWwYBDgj47JCdRbKh3